# Daffy le héros
Pour plus de détails, voir Fiche technique et Distribution.
Daffy le héros (Daffy - The Commando)  est un dessin animé américain  réalisé par Friz Freleng, sorti en 1943.
Produit par Leon Schlesinger et distribué par Warner Bros. Cartoons, ce cartoon fait partie de la série Looney Tunes.

## Fiche technique
- Réalisation : Friz Freleng
- Scénario : Michael Maltese
- Production : Leon Schlesinger Studios
- Musique originale : Carl W. Stalling
- Montage et technicien du son : Treg Brown (non crédité)
- Durée : 7 minutes
- Pays : États-Unis
- Langue : anglais
- Distribution : 1943 : Warner Bros. Pictures
- Format : 1,37 :1 Technicolor Mono
- Date de sortie : 
  - États-Unis : 20 novembre 1943

## Voix originales
- Mel Blanc : Daffy Duck / le général Von Vulture / Hitler (voix)

## Voix françaises
- Patrick Guillemin : Daffy Duck